# ATRAN Cargo Airlines
Atran Cargo Airlines (Russisch: ООО «АТРАН») is een Russische luchtvaartmaatschappij met thuisbasis in Moskou. Zij voert vrachtcharters uit zowel binnen als buiten Rusland.

## Geschiedenis
Atran Cargo Airlines is opgericht in 1992 onder de naam
Aviatrans Cargo Airlines als opvolger van een van Aeroflots vrachtdivisies.
In 1997 werd de huidige naam Atran Cargo Airlines ingevoerd.

## Vloot
De vloot van Atran Cargo Airlines bestaat uit (jan 2021):
- 3 Boeing 737-400F
- 2 Boeing 737-800BCF